# Wtórna nadczynność przytarczyc
Wtórna nadczynność przytarczyc (łac. hyperparathyroidismus secundarius) – stan nadmiernego wydzielania parathormonu przez przytarczyce w odpowiedzi na hipokalcemię (niski poziom wapnia we krwi), powiązany z hipertrofią i hiperplazją gruczołów. To zaburzenie jest najczęściej spotykane u pacjentów z przewlekłą niewydolnością nerek.

## Rozpoznanie
Poziom PTH jest podniesiony z powodu niskiego poziomu wapnia (zjonizowanego) w osoczu. Cechą wtórnej nadczynności przytarczyc jest też wysoki iloczyn wapniowo-fosforanowy, wiążący się z wysokimi wartościami całkowitymi fosforanów jak i wapnia. 

## Przyczyny
Przewlekła niewydolność nerek jest najczęstszą przyczyną wtórnej nadczynności przytarczyc. Niewydolne nerki nie przekształcają wystarczającej ilości witaminy D do jej aktywnej formy i w niewystarczającym stopniu wydalają fosforany. W wyniku kumulacji fosforanów w organizmie powstaje nierozpuszczalny fosforan wapnia i powoduje obniżenie wapnia zjonizowanego z krążenia. Oba mechanizmy prowadzą do hipokalcemii i w następstwie tego do nadmiernej sekrecji parathormonu i wtórnej nadczynności przytarczyc. 

## Leczenie
Pacjenci z przewlekłą niewydolnością nerek powinni:
- ograniczyć przyjmowanie fosforanów w diecie
- zażywać witaminę D w formie aktywnej (kalcytriol) albo analogów (alfakalcydol, parykalcytol)
- stosować leki wiążące fosforany w przewodzie pokarmowym (najlepiej różnego rodzaju formy węglanu wapnia)

W leczeniu hiperkalcemii stosuje się kalcytoninę lub kalcymimetyki. Stosowanie bisfosfonianów jest często przeciwwskazane z uwagi na występującą zwykle  przewlekłą niewydolnością nerek i obniżony wskaźnik filtracji kłębuszkowej. Kalcytonina, oprócz działania obniżającego hiperkalcemię hamuje resorpcję, a także obniża też poziom parathormonu, powodując obiektywną i subiektywną poprawę stanu zdrowia u chorych na wtórną nadczynność przytarczyc.